# Halverder Moor
Koordinaten: 52° 25′ 43″ N, 7° 41′ 27″ O

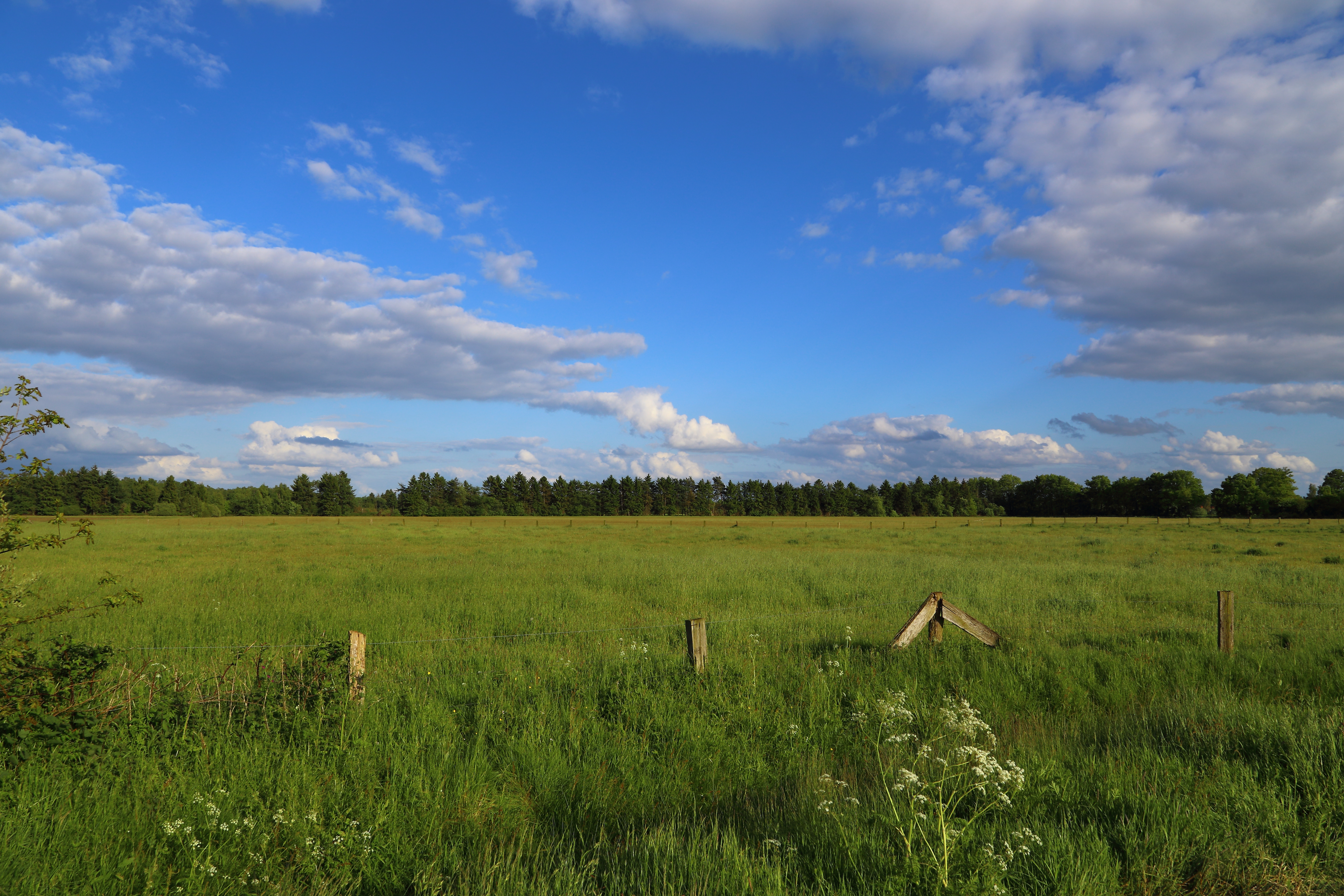
Naturschutzgebiet Halverder Moor (Mai 2014)

Das Naturschutzgebiet Halverder Moor liegt auf dem Gebiet der Gemeinde Hopsten im Kreis Steinfurt in Nordrhein-Westfalen.
Das Gebiet erstreckt sich nordöstlich des Kernortes Hopsten und nordöstlich von Halverde, einem Ortsteil von Hopsten, an der am östlichen Rand verlaufenden Landesgrenze zu Niedersachsen. Westlich verläuft die Landesstraße L 593.

## Bedeutung
Für Hopsten ist seit 1988 ein 176,415 ha großes Gebiet unter der Kenn-Nummer ST-006 als Naturschutzgebiet ausgewiesen. Das Gebiet wurde unter Schutz gestellt zur Erhaltung, Förderung und Wiederherstellung von Lebensgemeinschaften oder Biotopen, insbesondere von Pflanzen und Pflanzengesellschaften des offenen Wassers und des feuchten Grünlandes sowie von seltenen und z. T. stark gefährdeten landschaftsraumtypischen Pflanzen- und Tierarten u. a. von seltenen zum Teil gefährdeten Wat- und Wiesenvögeln, Amphibien und Wirbellosen.

## Geschichte
1957 soll zum letzten Mal eine Birkhahnbalz im Halverder Moor beobachtet worden sein. Seither gilt das Halverder Wappentier dort als Ausgestorben.